# Modesto Denis
Modesto Denis (9 marzo 1901 – 30 aprile 1956) è stato un calciatore paraguaiano, di ruolo portiere.